# Iglesia de San Martín (Turón)
La iglesia de San Martín de La Felguera es un templo católico situado en la parroquia asturiana de Turón, Mieres en España.

## Historia
La iglesia se sitúa en el lugar de La Felguera, uno de los núcleos que conforman la parroquia de Turón. Las primeras referencias a la advocación de San Martín datan del siglo IX, construyendo la anterior iglesia a la actual en el siglo XVIII. En la década de los años 30 resultó destruida prácticamente en su totalidad, siendo reconstruida a partir de 1939 por Federico Somolinos, financiando la obra Hulleras de Turón. Fue inaugurada en 1944. Debido a su estado de deterioro, fue rehabilitada y reingurada en el año 2014 con ayuda de la parroquia, Arzobispado, vecinos y diferentes asociaciones.

## Descripción
Fue reconstruida en estilo neorrománico. La planta se divide en tres naves y un crucero, rematando la cabecera con tres ábsides. En el principal, destacan pinturas murales en su  interior. Originalmente se proyectaron dos torres que flanquearían la fachada pero no llegaron a construirse. El interior se inspira en los templos prerrománicos asturianos. 